# RŠK Amateur Zagreb
Radnički športski klub Amateur bio je hrvatski sportski klub iz Zagreba, točnije Knežije.
Klub je imao nogometnu, lakoatletsku, gimnastičku, turističku i šahovsku sekciju.
Klupska adresa 1925. bila je Kurelčeva 4, istočno od Trga bana Josipa Jelačića.

## Povijest
Klub su tijekom rujna 1919. osnovali omladinci (uglavnom postolari) pod vodstvom Milana Milanovića. Prvo ime kluba bilo je Radnički športski klub Proleter.
Prvi klupski predsjednik bio je Josip Veškovec. Rad kluba podupirao je August Cesarec. Tijekom ljeta 1920. sazvana je izvanredna klupska skupština na kojoj je za predsjednika izabran Kamilo Horvatin, a za potpredsjednika Đuro Cvijić. Bili su značajni pripadnici Socijalističke radničke partije Jugoslavije (komunista).
Klub je postao član Zagrebačkog nogometnog podsaveza tijekom ožujka 1920. U svojoj prvoj sezoni, održanoj tijekom proljeća 1920., klub je igrao u II. B razredu, najnižem rangu, u kojem je ostvario četvrto, pretposljednjo mjesto.
Tijekom ljeta 1921. klub je preimenovan u Radnički športski klub Amateur. Tada su se Horvatin i Cvijić povukli sa svojih klupskih dužnosti te napustili klub. Klub je dobio ime Amateur zbog povezanosti amaterizma s radničkim sportom te po bečkom Amateuru. Klupski predsjednik postao je Ivica Stiplošek.
Dvije godine kasnije, 1923., klupsko vodstvo preuzeo je Milan Milanović. Klub je 1926. organizirao Prvi radnički športski turnir nogometnih klubova u Zagrebu. U finalu tog natjecanja Grafika je pobijedila Amateur s 3:2. Iz tog natjecanja nastao je Blok radničkih klubova u Zagrebu.
Tijekom listopada 1928. redarstvo je raspustilo klub. Klub je prestao biti član Zagrebačkog nogometnog podsaveza i Jugoslavenskog nogometnog saveza. Novi klub nije osnovan jer bi započeo natjecanje u najnižem, IV. razredu, stoga je klub pripojen Savi u čije su redove prešli svi igrači kluba. Milanović je preuzeo vodstvo Save.
Obnovljen u ljeto 1945. godine, a 10. listopada 1946. prestaje djelatnost kluba kada se spaja s „Grafičarom“, „Slobodom“ i „Tekstilcem“ u FD Zagreb. Početkom srpnja 1953. godine nakratko se obnavlja.

## Natjecanje i uspjesi
Klub do raspuštanja 1928. godine sudjeluje u nižerazrednim natjecanjima prvenstva Zagreba. Posljednju utakmicu prije raspuštanja odigrao je 14. listopada 1928. godine u III. razredu prvenstva Zagreba 1928./29. (Grič – Amateur 0:1). Najveći uspjeh postiže 1946. godine u prvenstvu Zagreba kada osvaja 4. mjesto (iza Dinama, Lokomotive i Metalca) koje mu donosi doigravanje za natjecanje u Hrvatskoj ligi. U doigravanju ispada u 1. krugu od SFD Naprijed iz Siska.

## Učinak po sezonama
| Sezona    | Razred      | Liga                                | Broj momčadi | Mjesto    | Sus. | Pob. | Neo. | Por. | Po.p. | Pr.p. | Bod. |
| --------- | ----------- | ----------------------------------- | ------------ | --------- | ---- | ---- | ---- | ---- | ----- | ----- | ---- |
| 1928./29. | III.        | Prvenstvo Zagreba                   | 10           | raspušten | 4    | 2    | 2    | 0    | 5     | 4     | 6    |
| 1946.     | I.          | Prvenstvo Zagreba (skupina B)       | 8            | 6.        | 7    | 2    | 1    | 4    | 14    | 29    | 5    |
| 1946.     | I.          | Prvenstvo Zagreba (završna skupina) | 8            | 4.        | 7    | 3    | 1    | 3    | 14    | 17    | 7    |
| 1946.     | Doigravanje | Hrvatska liga                       | 8            | 1. krug   | 2    | 0    | 0    | 2    | 2     | 6     | 0    |

## Poznati igrači
- Bernard Vukas

## Poznati treneri
- Ivica Belošević